# I Did It, Mama!
I Did It, Mama! è un singolo interpretato da Alexandra Stan pubblicato il 25 novembre 2015 da Roton Music, ed è un brano che anticipa il terzo album di inediti della cantante rumena.
È un brano pop dance molto ritmico ed orecchiabile e fu fatto un video musicale in cui la cantante dimostra le sue abilità di ballerina.

## Video musicale
Il video ufficiale è stato pubblicato lo stesso giorno della pubblicazione del singolo ufficiale su YouTube. In questo video la cantante dimostra le sue potenzialità nel ballo insieme ad altri ballerini con abiti in stile egiziano.

## Tracce
Download digitale
1. I Did It, Mama! - 3:26

Remixes
1. I Did It, Mama! (Franques Extended Mix) – 5:08
2. I Did It, Mama! (Franques Remix) – 4:20
3. I Did It, Mama! (Jack Mazzoni Radio Remix) – 3:23
4. I Did It, Mama! (Jack Mazzoni Remix) – 4:26

## Classifiche
| Classifica (2016) | Posizione massima |
| ----------------- | ----------------- |
| Cile              | 60                |

## Date di pubblicazione
| Paese   | Data             |
| ------- | ---------------- |
| Romania | 25 novembre 2015 |
| Mondo   | 27 novembre 2015 |